# Fanoe (Einheit)
Die Fanoe, auch bezeichnet wie die Gold- und Silbermünze mit Fanon, war ein Edelstein- und Gold- und Silbergewicht in Niederländisch-Ostindien. 
- 1 Fanoe = 7 4/5 As (holländ.) = 0,378 Gramm[1]
- Kalkutta 11 ½ Fanoes = 1 Miscal = etwa 4,67 Gramm

Als Edelsteingewicht war sie 2 Karat schwer.
Mit Fano wurde diese indische Masseneinheit (Gewichtsmaß) im Bundesstaat Goa bezeichnet. Das Maß war hier für Rubine. 
- 1 Fano = 2 Karat (venetian.)[2][3]